# نادي بيرغوليتزي 1932
يو أس بركوليتزه 1932 هو نادي كرة قدم إيطالي أٌسس عام 1932. يلعب النادي في الدوري الإيطالي الدرجة الرابعة.